# Michael Lodin
Michael Lodin, född 1704 i Östanfors, död 1780 i Falun, var en svensk bildhuggare. 
Han var son till en gruvarbetare i Dalarna och man vet att han bodde på Efrikgården i Stora Kopparbergs socken 1776-1780. Lodin har skildrat Gustav Vasas äventyr i Dalarna på träskulpturer uppställda i loftbyggnaden i Ornäs. Bland hans arbeten märks ett epitafium över befallningsmannen Erik Larsson samt tavelramar och nummertavlor för Orsa kyrka, kronan över Gustav Vasas säng i Ornäs, två tavelramar till Kopparbergs kyrka och utsmyckningen av orgelläktaren i Kristine kyrka. Hans arbeten och familjekrönika finns nertecknad på försättsbladet till en familjebibel som numera förvaras vid Dalarnas museum.  